# Дельфійський візничий

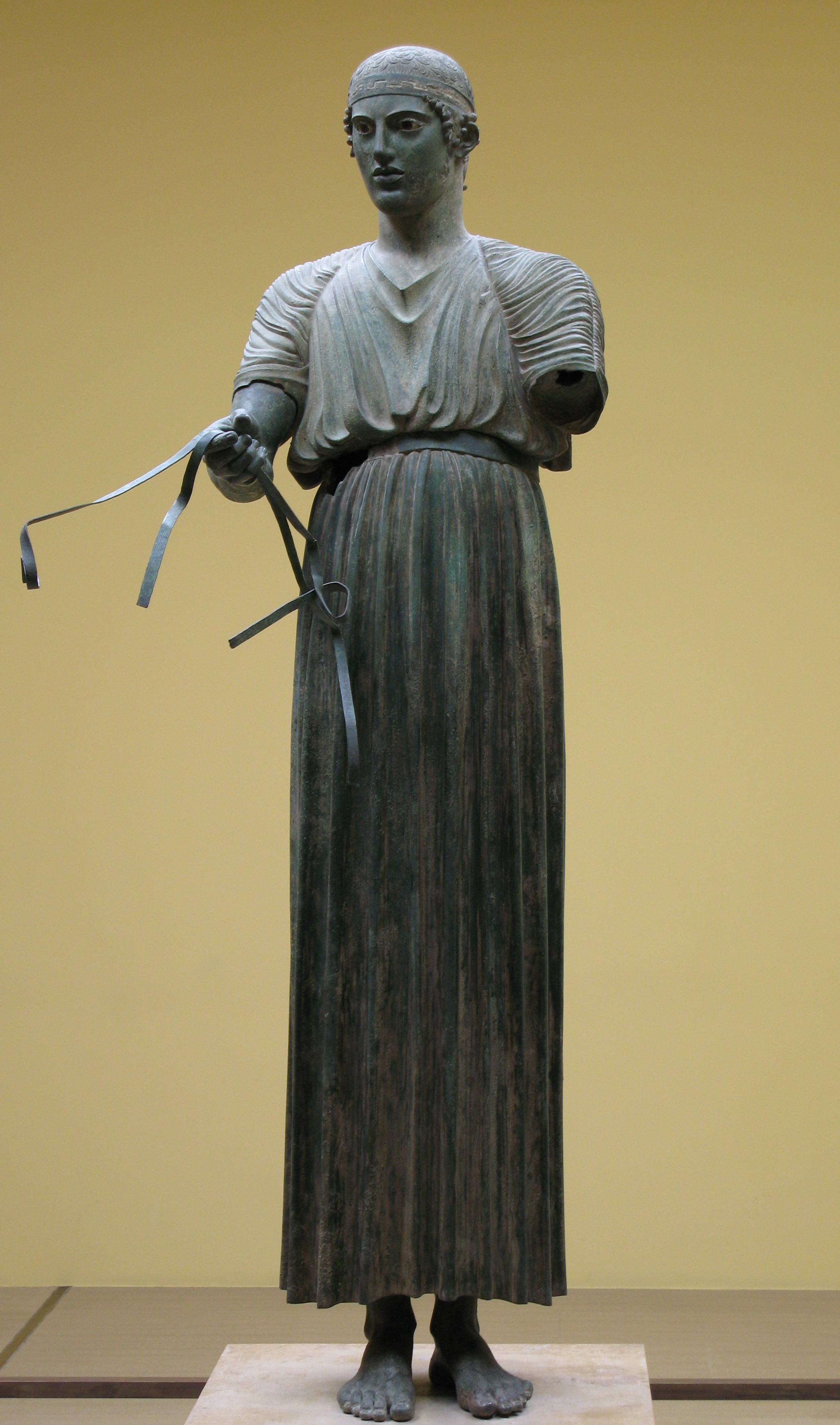
Дельфійський візничий, 478 чи 474 рік до н. е., Дельфійський археологічний музей

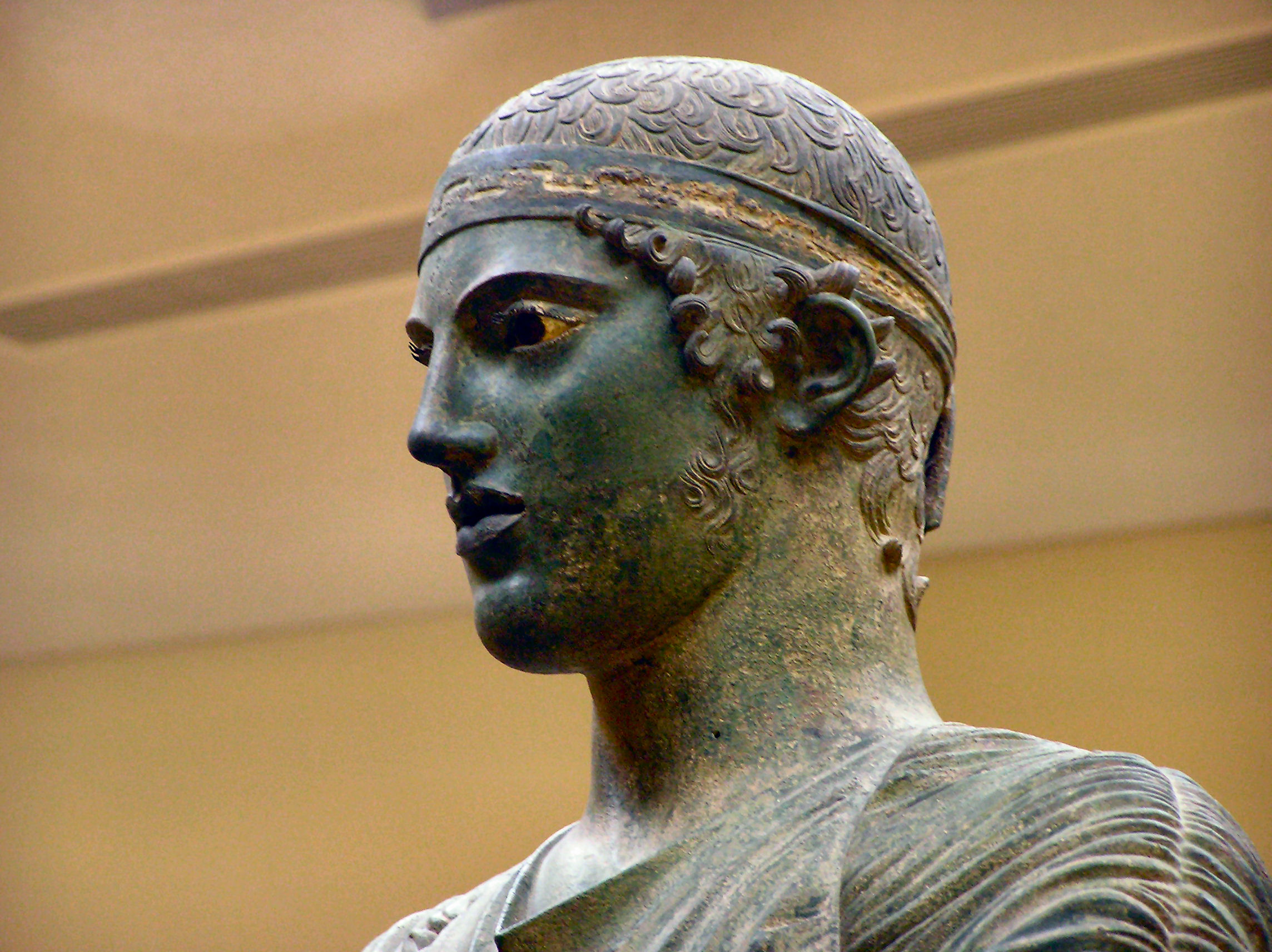
Голова Дельфійського візничого з інкрустованими очима

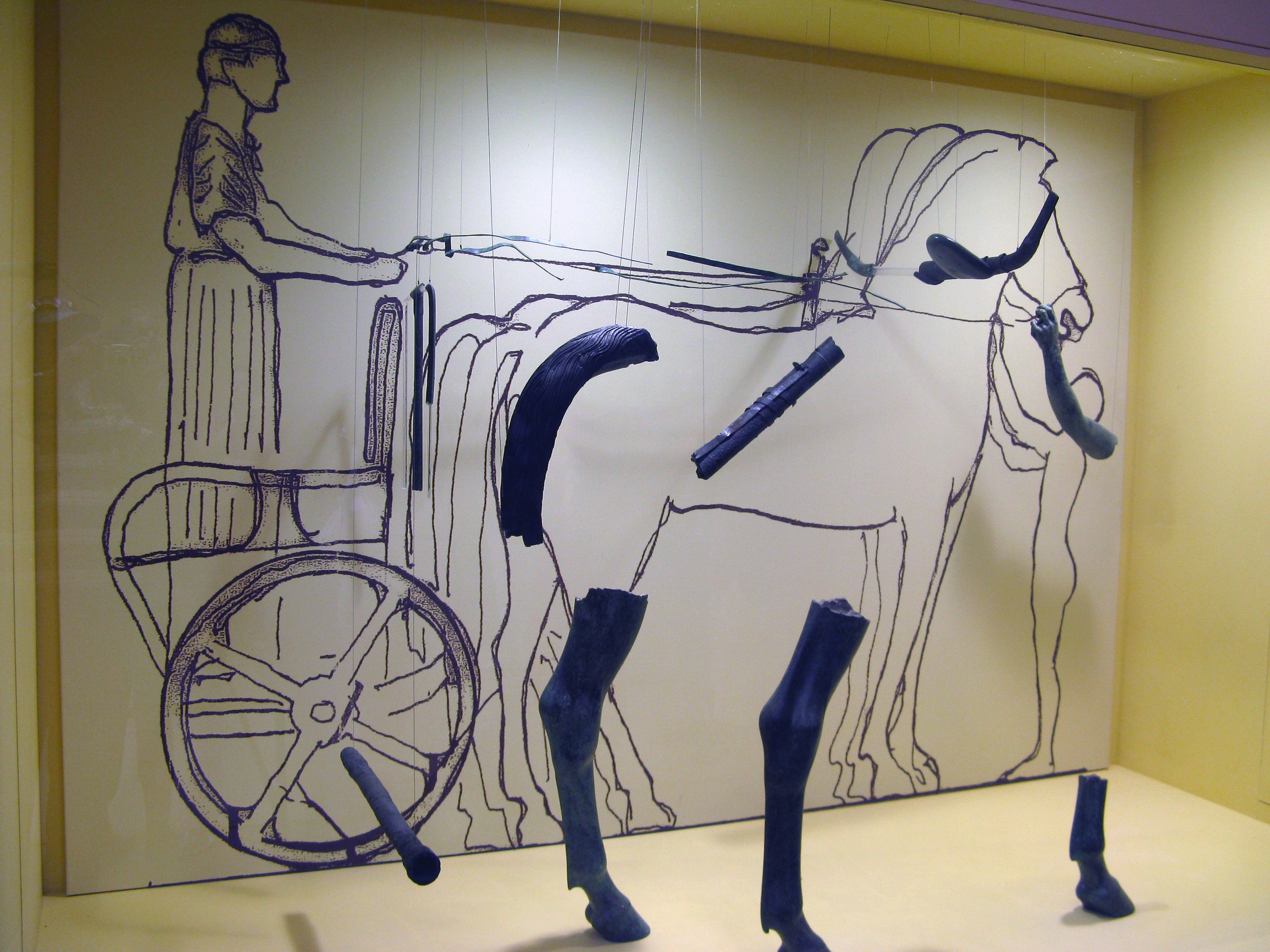
Фрагменти і креслення скульптурної групи

38°28′49″ пн. ш. 22°29′59″ сх. д. / 38.48030556° пн. ш. 22.49980556° сх. д.
Дельфійський візничий (дав.-гр. Ηνίοχος — «Керуючий колісницею») — знаменитий оригінал давньогрецької скульптури. Одна з небагатьох статуй, які збереглися до теперішнього часу, відмінний приклад античного бронзового виробу. Була виявлена в Дельфійському святилищі Аполлона у 1896 році при розкопках французькими археологами. Сьогодні зберігається в Дельфійському археологічному музеї.

## Історія створення
Статуя була встановлена у 478 чи 474 до н. е. у Дельфах на ознаменування перемоги команди у перегонах колісниць на Піфійських іграх, які відбувалися один раз на чотири роки. Напис на вапняковій базі скульптури свідчить, що її звели за наказом Полізалоса (Polyzalus), тирана Джели, грецької колонії на Сицилії, як дар Аполлону, що дозволив йому перемогти в перегонах. Посвячення говорить: «[Νικάσας ἵπποισι Π]ολύζαλός μ’ἀνέθηκ[εν] … ὑιος Δεινομένεος, τ]όν ἄεξ’, εὐόνυμ’ πολλ[ον]», що перекладається як «Полізалос присвятив мене … будь до нього прихильний, благородний Аполлон».
Сицилійські міста-колонії за своїм багатством рівнялися з полісами метрополії, а їхні правителі спокійно могли собі дозволити найрозкішніші підношення богам, а також найкращих коней і візничих. Проте, сумнівно, щоб ця статуя прибула з Сицилії. Ім'я скульптора, який її створив, не збереглося, але стилістичний аналіз підказує, що вона була відлита в Афінах. Крім того, спостерігається очевидна схожість з деталями Аполлона Пірейського, іншої античної статуї чиє аттичне походження достовірно відомо.

## Опис
Скульптура зображує візничого колісниці у людський зріст (висота 1,8 м). Зображений — дуже молода людина, юнак. Подібно сучасним жокеям, у візничі колісниць обиралися чоловіки з легкою вагою, але водночас вони мали бути високими, тому на цю роботу часто брали підлітків. Він одягнений у так званий ксістіс (xystis), різновид хітону у який були вбрані візничі під час змагань. Вбрання доходить майже до щиколоток і підперезане простим поясом. Два ременя, перехрещені на спині (див. іл. ), запобігали від роздування ксістіса від вітру під час гонок.
Стилістично Дельфійський візничий належить до періоду ранньої класики: він більш натуралістичний, ніж куроси архаїки, але поза все ж ще залишається застиглою, в порівнянні з класичними статуями пізнішого часу. Інша спадок архаїки полягає в тому, що голова трохи відхилена в одну сторону. Рисам обличчя надана певна асиметрія задля більшого реалізму.
Натуралістичне трактування його ступень в античні часи викликало захоплення.

### Скульптурна група
Спочатку Дельфійський візничий був частиною великої скульптурної групи, встановленої в Дельфах, яка включала колісницю, квадригу коней (або шістку коней) і двох грумів. Кілька фрагментів коней, колісниці і рука хлопчика-слуги були виявлені поряд із статуєю. У первісному стані, ймовірно, це була одна з найвражаючіших статуй свого часу.
Група, швидше за все, стояла на плоских дахах-терасах, що спускаються від святилища.

### Техніка
Ця скульптура — одна з небагатьох грецьких бронз, в яких збереглися інкрустація очей оніксом і деталізація вій і губ за допомогою міді. Головна пов'язка виконана з срібла, і могла бути прикрашена дорогоцінними каменями, які були вийняті.

## Збереженість
Дельфійський візничий чудово зберігся, не рахуючи втраченої лівої руки. Грецькі бронзові скульптури відливалися по частинах і потім з'єднувалися. У момент знахідки ця статуя була розділена на три частини: голова з верхньою частиною тулуба, нижня частина тулуба і права рука. Швидше за все, інша кінцівка відокремилася і була загублена перш, ніж статуя була захована в землю — це було зроблено, ймовірно, щоб захистити скульптуру від мародерів невдовзі після того, як Дельфійське святилище було закрите в IV столітті нашої ери. Також імовірно, що скульптурна група була захована в землю цілком, але коні могли пропасти під час землетрусу в 373 році н. е.